# 豆千代

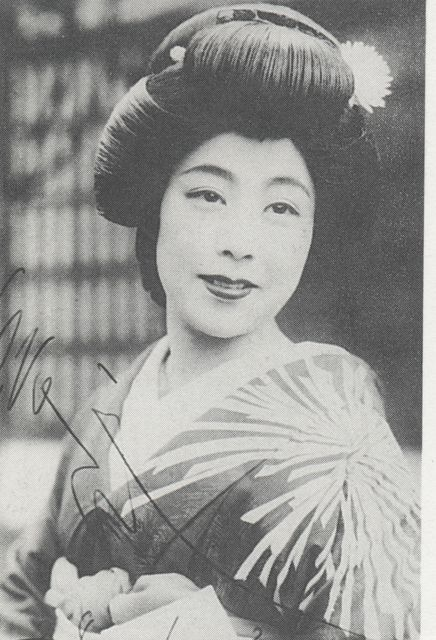
1930年代

豆千代（まめちよ、1912年1月2日 - 2004年3月22日）は、昭和期の日本の芸者歌手。本名は福田八重子。

## 経歴
明治45年（1912年）、岐阜県武儀郡富之保村（現・関市）で生まれる。芸人にするために幼少から三味線・長唄を仕込まれ、小学校へ入学後は日本舞踊・義太夫・常盤津・清元・哥沢・三味線・琴など数々の芸事を習う。9歳で少女歌舞伎団の団員として全国への巡業に赴く。大正13年（1924年）、13歳の時に地元の芸者置屋に入り花柳界入り。その後芸妓になる。
芸者の小唄勝太郎の唄う「島の娘」のヒットによって旋風を起こした鶯歌手（芸者歌手）ブームによって、二匹目の泥鰌を狙ったコロムビアレコードが白羽の矢を立てたのが、美貌と美声で評判だった芸妓の豆千代であった。生来、芸事を好んだ豆千代は、地元の応援もあって名古屋の料亭「五月」の一室で哥沢のテストを受けて合格し、昭和8年（1933年）「戀はひとすじ」で日本コロムビアから専属歌手デビュー。
翌年には、当時の人気歌手・松平晃と歌った「曠野を行く」がヒット。さらに昭和10年（1935年）には、同じくデュエットを組んだ松平晃との共演による「夕日は落ちて」が、折りしも満州国建国による大陸ブームの波に乗り大ヒット。時代に後押しされスター歌手の仲間入りを果たす。
一躍、流行歌手となってからもレコーディングのたびに岐阜から汽車で上京し、独り公園で熱心に歌を稽古するという日々を続けた。「廻り燈篭」「貫一お宮」「浮名三味線（お初の唄）」と地道にヒットを続け、昭和17年（1942年）には「狸御殿シリーズ」の大映映画「歌う狸御殿」に出演し、高山広子の継母役を演じた。この映画で豆千代に目を付けた大映の永田雅一は、映画界入りを勧めるが、「歌で食べられなくなったらお世話になります」ときっぱりと出演を断ったという逸話が残っている。
戦後、歌手としてはレコード会社に所属しなかったが、映画出演やステージに活躍する一方、とんかつ屋を経営するなど多才な面を見せた。昭和26年（1951年）、レコード製造を再開したタイヘイレコードと契約し専属となる。海外資本の参加により、社名がマーキュリーレコードとなっても活躍し、「そんなこと知らない」「雨の明石町」などがヒットした。
昭和40年代の懐メロブームにも時折登場し、「夕日は落ちて」や「浮名三味線」などを東京12チャンネルの音楽番組「なつかしの歌声」で披露している。その頃、豆千代の歌手生活の集大成とも言うべきLPアルバム「明治一代女」が発売された。また、古巣のコロムビアで故郷の岐阜の民謡や、端唄、小唄、明治大正の流行小唄などを盛んにレコーディングした。晩年は地元岐阜で歌手としても活動し、平成に入ってからもNHKラジオ放送「歌謡大全集」に出演したが、平成16年（2004年）3月22日に93歳で没した。

## 代表曲
- 恋はひとすじ　（1934.3）
作詞：西條八十／作曲：佐々紅華／編曲：佐々紅華
- 曠野を行く　共演：松平晃　（1934.10）
作詞：西岡水朗／作曲：江口夜詩／編曲：江口夜詩
- 夕日は落ちて　共演：松平晃　（1935.9）
作詞：久保田宵二／作曲：江口夜詩／編曲：江口夜詩
- 廻り燈篭　（1935）
作詞：久保田宵二／作曲：江口夜詩／編曲：
- 貫一お宮　共演：松平晃　（1935.12）
作詞：高橋掬太郎／作曲：江口夜詩／編曲：江口夜詩
- 風になよなよ　（1936.2）
作詞：高橋掬太郎／作曲：大村能章／編曲：奥山貞吉
- 薄野　（1936.8）
作詞：高橋掬太郎／作曲：佐々紅華／編曲：佐々紅華
- 浮名三味線（お初の唄）　（1937.4）
作詞：邦枝完二／作曲：大村能章／編曲：大村能章
- 泣くなんて馬鹿よ　（1952.1）
作詞：牧喜代司／作曲：島田逸平／編曲：
- そんなこと知らない　（1952.6）
作詞：牧喜代司／作曲：島田逸平／編曲：島田逸平
- 天龍しぶき　（1953.4）
作詞：島田芳文／作曲：飯田景応／編曲：飯田景応
- 雨の明石町　（1953.12）
作詞：島田芳文／作曲：摩耶潔／編曲：島田逸平
- 照る日くもる日　（1954.12）
作詞：松村又一／作曲：豊田一雄／編曲：飯田景応

## 豆千代が普及に努めた岐阜民謡
- 「郡上節」（郡上踊り「かわさき」）
- 「岐阜音頭（おばば）」
- 「どんどいつ」（根尾踊り「どどいつ」）
- 「ホッチョセ」
- 「高山音頭」